# (613468) 2006 QQ180
(613468) 2006 QQ180, também escrito como (613468) 2006 QQ180, é um objeto transnetuniano que está localizado no Cinturão de Kuiper, uma região do Sistema Solar.
Este corpo celeste está em uma ressonância orbital de 3:5 com o planeta Netuno. Ele possui uma magnitude absoluta de 7,0 e tem um diâmetro estimado com 175 km.

## Descoberta
(613468) 2006 QQ180 foi descoberto no dia 28 de agosto de 2006 pelos astrônomos A. C. Becker, A. W. Puckett e J. Kubica.

## Órbita
A órbita de (613468) 2006 QQ180 tem uma excentricidade de 0,029 e possui um semieixo maior de 43,849 UA. O seu periélio leva o mesmo a uma distância de 34,781 UA em relação ao Sol e seu afélio a 49,350 UA.